# ¿No hay quién nos desate?
|  |

El aguafuerte ¿No hay quién nos desate? es un grabado de la serie Los Caprichos del pintor español Francisco de Goya. Está numerado con el número 75 en la serie de 80 estampas. Se publicó en 1799.

## Interpretaciones de la estampa
Existen varios manuscritos contemporáneos que explican las láminas de los Caprichos. El que se encuentra en el Museo del Prado se tiene como autógrafo de Goya, pero parece más bien despistar y buscar un significado moralizante que encubra significados más arriesgados para el autor. Otros dos, el que perteneció a Ayala y el que se encuentra en la Biblioteca Nacional, realzan la parte más escabrosa de las láminas.
- Explicación de esta estampa del manuscrito del Museo del Prado: ¿Un hombre y una mujer atados con sogas y forcejeando por soltarse y gritando que los desaten a toda prisa?. O yo me equivoco o son dos casados por fuerza.[2]

- Manuscrito de Ayala: Dos casados por fuerza o dos amancebados.[2]

- Manuscrito de la Biblioteca Nacional: Dos jóvenes amancebados en vano intentan desatarse por sí mismos: mas nudos se dan.[2]